# Erdenebulgan járás
Erdenebulgan járás (mongol nyelven: Эрдэнэбулган сум) Mongólia Hövszgöl tartományának egyik járása. Területe 4700 km². Népessége kb. 3900 fő.
Székhelye Eg-Űr (Эг-Үүр), mely 160 km-re fekszik Mörön tartományi székhelytől.